# Alexis Bachelot
Alexis Bachelot, SS.CC. (Saint-Cyr-la-Rosière, 22 de febrero de 1796 – Océano Pacífico, 5 de diciembre de 1837), fue un sacerdote católico, perteneciente a la Congregación de los Sagrados Corazones y conocido por su mandato como primer prefecto apostólico de las Islas Sandwich. En ese cargo, lideró la primera misión católica permanente para el Reino de Hawái. Nacido Jean-Augustin Bachelot, se crio en Francia, estudió en el Colegio irlandés de París y fue ordenado a sacerdote en 1820. Dirigió la primera misión católica a Hawái, que llegó en 1827. Aunque se esperaba la aprobación del entonces rey hawaiano Kamehameha II, a su llegada el rey había fallecido y se había instalado un nuevo gobierno hostil a los misioneros católicos. Bachelot, sin embargo, fue capaz de convertir a un pequeño grupo de creyentes en las islas, a los que atendió espiritualmente antes de ser deportados en 1831, por mandato de bajo las órdenes de Ka'ahumanu, la Kuhina Nui (una posición similar a la de reina regente) de Hawái.
Bachelot viajó entonces a California, donde se dedicó a la enseñanza y sus tareas pastorales. En 1837, habiéndose enterado de la muerte de la reina Kaʻahumanu y de la disposición del nuevo rey, Kamehameha III, de permitir que los sacerdotes católicos regresaran a la isla, Bachelot volvió a Hawái para continuar con su labor misionera. Sin embargo, a su llegada, Kamehameha III había cambiado de opinión y Bachelot fue expulsado de la isla y confinado a una nave durante varios meses. Fue liberado solamente después de que las armadas francesa y británica impusieron un bloqueo naval al puerto de Honolulu. Conseguido un pasaje en un barco a Micronesia, murió en el trayecto y fue enterrado en un islote cerca de Pohnpei. Su tratamiento en Hawái impulsó al gobierno de Francia a enviar una fragata a la isla; la intervención resultante es conocida como el «incidente francés» o de Laplace y condujo a la emancipación de los católicos en Hawái.